# 젠코지 지진

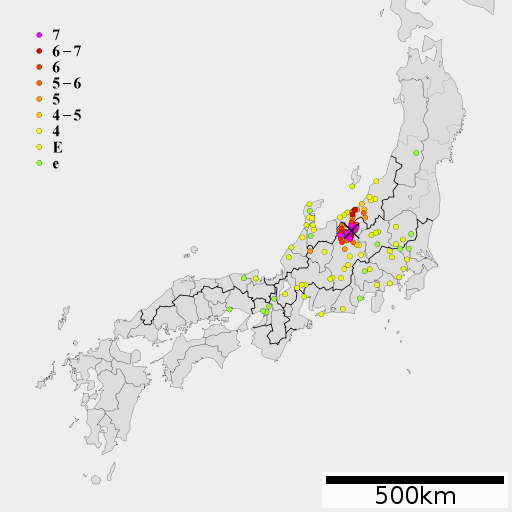
진도 분포

젠코지 지진(일본어: 善光寺地震)은 1847년 5월 8일 일본의 나가노시 부근(나가노 분지)에서 일어난 지진이다. 지진 규모는 M7.4. 젠코지 신사가 사당이 완전히 붕괴하였으며 인근 지역에 진도7급의 지진동이 있었던 것으로 추정된다. 건물 붕괴 나 화재 등이 발생했으며, 또한 산사태 나 산의 붕괴 등이 광범위하게 발생했다. 지진으로 하천이 토사에 의해 언 나무 거침 홍수를 발생 시켰다고한다. 이 지진으로 약10,000명의 사망자가 발생했다.

## 참고 문헌
- 国立天文台 『理科年表 令和3年』 丸善 P.789 ISBN 978-4-621-30560-7